# Caroli-Krankheit
Die Caroli-Krankheit, benannt nach ihrem Erstbeschreiber Jacques Caroli (1902–1979), ist eine mit etwa 200 dokumentierten Fällen (bis 2002) seltene angeborene Erkrankung der Gallenwege. Die großen Gallenwege in der Leber sind deutlich erweitert und es kommt häufig zu Entzündungen und Steinbildung in den Gallengängen. Die genetische Ursache ist noch unklar, jedoch folgt sie in den meisten Fällen einem autosomal-rezessiven Erbgang. Ist die Krankheit mit einer Fibrose der Leber kombiniert, spricht man vom Caroli-Syndrom.

## Symptome
Die Erkrankung kann in den ersten fünf bis 20 Lebensjahren ohne oder nur mit gelegentlichen Symptomen verlaufen. Die Erweiterung der intrahepatischen Gallengänge führt zu einem verlangsamten Gallefluss und begünstigt die Bildung von Gallensteinen wie auch von Infektionen der Gallenwege (Cholangitis), weshalb wiederkehrendes Fieber mit Gelbsucht (Ikterus) teilweise auch in Verbindung mit Oberbauchschmerzen besteht. Findet man Gallensteine nur in den Gallenwegen, nicht jedoch in der Gallenblase, sollte dringend eine Caroli-Erkrankung ausgeschlossen werden.

## Diagnose
Beweisend für die Diagnose der Caroli-Krankheit ist der Nachweis, dass die Zysten in der Leber mit den Gallengängen in Verbindung stehen. Dies ist mittels Sonografie, Computertomografie, Magnetresonanz-Cholangiopankreatikographie (MRCP), ERCP oder szintigrafisch (hepatobiliäre Funktionsszintigraphie mittels radioaktiv markierter Lidocain-Derivate) möglich. Die Krankheit kann auch in Verbindung mit einer rezessiven Form einer polyzystischen Nierendegeneration vorkommen (PKHD1-Gen-Mutation), wobei dann die entstehende Niereninsuffizienz im Vordergrund steht. Diese Fälle zeigen Überschneidungen zur reno-hepato-pankreatischen Dysplasie.

## Therapie
Die Therapie richtet sich nach dem Ausmaß des Befalls der Gallenwege. Wenn nur ein Leberlappen betroffen ist, kann dieser reseziert werden. Sollte die Erkrankung nicht operabel sein, kommt eine Lebertransplantation infrage. Zur symptomatischen Behandlung gehört die konsequente Beseitigung von Infektionen mit einem geeigneten Antibiotikum und die Auflösung der Gallensteine mit Ursodeoxycholsäure.

## Komplikationen
Die Häufigkeit der Gallenwegsinfektionen kann von Patient zu Patient stark variieren. Je häufiger sie auftreten, desto schlechter ist die Prognose, denn die Lebensqualität dieser Patienten ist schon im frühen Lebensalter eingeschränkt. Eine weitere Komplikation stellen Abszesse in der Leber dar. Die Häufigkeit von Krebserkrankungen, die mit zystischen Lebererkrankungen assoziiert sind, wird mit 2,5–16 % angegeben. Speziell für die Caroli-Krankheit geben Gupta u. a. eine Häufigkeit von 7 % für Cholangiokarzinome an. Auch das Auftreten einer Amyloidose im Rahmen der Erkrankung ist beschrieben. Leberabszesse oder eine von einer Gallenwegsinfektion ausgehende Sepsis schränken die Lebenserwartung insgesamt ein.